# Rukomet na OI 2012.
Rukomet na Olimpijskim igrama je prvi puta uključen u program na Igrama u Berlinu 1936. godine, i to samo za muškarce. Međutim, nakon tih Igara isključen je iz programa, da bi ponovno bio vraćen tek na Igrama u Münchenu 1972. godine, i od tada je standardno u programu svih izdanja ljetnih Olimpijskih igara. Natjecanja za žene su uključena na Igrama u Montrealu 1976. godine.

## Muškarci

### Kvalifikacije
| Muški rukomet                                 | Nadnevak                        | Domaćin      | Broj mjesta | Izborili sudjelovanje  |
| --------------------------------------------- | ------------------------------- | ------------ | ----------- | ---------------------- |
| Domaćin                                       | -                               | -            | 1           | Ujedinjeno Kraljevstvo |
| Svjetsko prvenstvo u rukometu – Švedska 2011. | 13. – 30. siječnja 2011.        | Švedska      | 1           | Francuska              |
| Europsko prvenstvo u rukometu – Srbija 2012.  | 15. – 29. siječnja 2012.        | Srbija       | 1           | Danska                 |
| Azijski kvalifikacijski turnir                | 23. listopada-2. studenog 2011. | Južna Koreja | 1           | Južna Koreja           |
| Afrički nacionalni kup                        | 11. – 20. siječnja 2012.        | Maroko       | 1           | Tunis                  |
| Panameričke igre 2011.                        | 16. – 24. listopada 2011.       | Meksiko      | 1           | Argentina              |
| Olimpijski kvalifikacijski turnir 1           | 6. – 8. travnja 2012.           | Španjolska   | 2           | Španjolska, Srbija     |
| Olimpijski kvalifikacijski turnir 2           | 6. – 8. travnja 2012.           | Švedska      | 2           | Švedska, Mađarska      |
| Olimpijski kvalifikacijski turnir 3           | 6. – 8. travnja 2012.           | Hrvatska     | 2           | Hrvatska, Island       |
| UKUPNO                                        |                                 |              | 12          |                        |

### Ždrijeb skupina
| Skupina A - Francuska - Island - Švedska - Argentina - Tunis - Ujedinjeno Kraljevstvo | Skupina B - Hrvatska - Danska - Španjolska - Mađarska - Srbija - Južna Koreja |

## Žene

### Kvalifikacije
| Ženski rukomet                                                  | Nadnevak                  | Domaćin           | Broj mjesta | Izborili sudjelovanje  |
| --------------------------------------------------------------- | ------------------------- | ----------------- | ----------- | ---------------------- |
| Domaćin                                                         | -                         | -                 | 1           | Ujedinjeno Kraljevstvo |
| Svjetsko prvenstvo u rukometu za žene 2011.                     | 2. – 18. prosinca 2011.   | Brazil            | 1           | Norveška               |
| Europsko prvenstvo u rukometu za žene – Danska i Norveška 2010. | 7. – 19. prosinca 2010.   | Danska i Norveška | 1           | Švedska                |
| Azijski kvalifikacijski turnir                                  | 12. – 21. prosinca 2011.  | Kina              | 1           | Južna Koreja           |
| Afrički nacionalni kup                                          | 11. – 20. siječnja 2012.  | Maroko            | 1           | Angola                 |
| Panameričke igre 2011.                                          | 15. – 23. listopada 2011. | Meksiko           | 1           | Brazil                 |
| Olimpijski kvalifikacijski turnir 1                             | 25. – 27. svibnja 2012.   | Francuska         | 2           | Crna Gora, Francuska   |
| Olimpijski kvalifikacijski turnir 2                             | 25. – 27. svibnja 2012.   | Španjolska        | 2           | Španjolska, Hrvatska   |
| Olimpijski kvalifikacijski turnir 3                             | 25. – 27. svibnja 2012.   | Njemačka          | 2           | Rusija, Danska         |
| UKUPNO                                                          |                           |                   | 12          |                        |

### Ždrijeb skupina
- A: Crna Gora, Rusija, Hrvatska, UK, Brazil, Angola
- B: Norveška, Španjolska, Danska, Francuska, Švedska, Južna Koreja